# Zikmund Václav Halka-Ledóchowski
Zikmund Václav hrabě Halka-Ledóchowski SJ (21. ledna 1861, Salcburk – 11. ledna 1944, Praha) byl římskokatolický kněz a v letech 1905 až 1931 kanovník olomoucké kapituly.

## Život
Dětství strávil v Uherském Hradišti a Praze, po absolvování gymnázia v rakouském Kremsmünsteru započal studia právnické fakulty ve Štýrském Hradci, která však nedokončil. Následně studoval filosofii a teologii v jezuitském konviktu a na univerzitě v Innsbrucku.
V roce 1887 byl vysvěcen na kněze a vstoupil do jezuitského řádu.
V roce 1905 byl zvolen kanovníkem Metropolitní kapituly u svatého Václava v Olomouci. V letech 1906–1908 byl proboštem Kolegiátní kapituly v kostele svatého Mořice v Kroměříži. V roce 1918 působil jako rektor kostela sv. Anny, v letech 1923 až 1930 byl arcijáhnem kapituly a od roku 1930 jejím proboštem. Kvůli svému věku v roce 1931 na úřad probošta rezignoval; vzhledem k tomu, že jeho rezignace došla do Říma téměř současně s vynucenou rezignací pražského arcibiskupa Kordače, byl postoj Halky-Ledóchowského chápán jako otevřená podpora bývalého arcibiskupa. Po rezignaci se uchýlil do ústraní na usedlost Sanytrovka v pražském Šáreckém údolí, kde sepsal své paměti Kniha mé životní pouti (vyšly v roce 1933). Je pohřben na Šáreckém hřbitově.

## Příbuzní
- strýc Mieczysław Halka-Ledóchowski (1822-1902, polský kardinál)
- bratranec Włodzimierz Ledóchowski SJ (1866-1942, generální představený Tovaryšstva Ježíšova)
- sestřenice sv. Urszula Ledóchowska (1865-1939, zakladatelka Kongregace sester uršulinek Srdce Ježíše Umírajícího)
- sestřenice bl. Maria Teresa Ledóchowska (1863-1922, zakladatelka Kongregace sester misionářek sv. Petra Klawera)